# Enicospilus donahuei
Enicospilus donahuei är en stekelart som beskrevs av Ian D. Gauld 1988. Enicospilus donahuei ingår i släktet Enicospilus och familjen brokparasitsteklar. Inga underarter finns listade i Catalogue of Life.